# Militia Jesu Christi
Militia Jesucristi Christiano  fue una orden militar fundada en Languedoc en algún momento anterior a 1221, se cree que en 1209 (las fechas probables son posteriores a 1218, aunque hay fuentes que indican el año de 1216) por Santo Domingo de Guzmán, anteriormente a los dominicos, contra la herejía albigense. Existe un movimiento contemporáneo que pretende ser su continuador y que tiene un decreto pontificio del papa Juan Pablo II, año de 1981, por lo tanto, perfectamente autorizada por la Iglesia.
Debe su origen probablemente (además de al fundador de los dominicos) a Folquet de Marselha, obispo de Toulouse y a Simón IV de Montfort, líder de la Cruzada albigense.
Parece haber sido aprobada en junio de 1221 por el papa Honorio III, quien le dio permiso para observar las ordenanzas de la Orden del Temple (como el Concilio de Letrán IV había prohibido la creación de nuevas reglas, el papa decidió darles esas). En julio, el papa transfirió toda autoridad sobre la orden al legado pontificio Conrad de Urach.